# David González (cầu thủ bóng đá, sinh 1986)
David González (sinh ngày 9 tháng 11 năm 1986) là một thủ môn bóng đá người Thụy Sĩ. Hiện tại anh thi đấu cho Servette Football Club.

## Sự nghiệp bóng đá
Ngày 5 tháng 7 năm 2005 anh được ký bởi FC Sion và chuyển đến Servette vào ngày 30 tháng 9 năm 2008. 
Vì màn trình diễn ấn tượng và khả năng lãnh đạo, González trở thành đội phó của Servette.
Năm 2013, anh gia nhập Etoile Carouge, và trở lại Servette vào tháng 1 năm 2016.

### Sự nghiệp quốc tế
Anh cùng U-19 Thụy Sĩ thi đấu và đứng cuối bảng ở vòng loại Giải vô địch bóng đá U-19 châu Âu 2005.
Anh cũng cùng với U-20 Thụy Sĩ xếp cuối cùng ở vòng bảng tại Giải vô địch bóng đá trẻ thế giới 2005, là thủ môn thứ ba.